# Camarosporium graminicola
Camarosporium graminicola är en svampart som beskrevs av Ellis & Everh. 1893. Camarosporium graminicola ingår i släktet Camarosporium, ordningen Botryosphaeriales, klassen Dothideomycetes, divisionen sporsäcksvampar och riket svampar.   Inga underarter finns listade i Catalogue of Life.